# Bajantümen járás
Bajantümen járás (mongol nyelven: Баянтүмэн сум) Mongólia Keleti tartományának egyik járása. Területe 8400 km². Népessége kb. 2300 fő.
Székhelye, Cagán Dersz (Цагаан Дэрс) 12 km-re fekszik Csojbalszan tartományi székhelytől.